# Brol (album)
Brol là album phòng thu đầu tay của nữ ca sĩ người Bỉ Angèle. Album được hãng đĩa riêng của Angèle (Angèle VL Records) phát hành vào ngày 5 tháng 10 năm 2018.

## Bối cảnh
Vào tháng 10 năm 2017, Angèle phát hành ca khúc "La Loi de Murphy" cùng video âm nhạc làm đĩa đơn đầu tiên trong sự nghiệp. Sau đó, cô phát hành đĩa đơn thứ hai "Je veux tes yeux" vào tháng 1 năm 2018. Hai đĩa đơn này đã giúp nữ ca sĩ được khán giả biết đến rộng rãi hơn, đặc biệt là trong cộng đồng khán giả nói tiếng Pháp. Trong suốt mùa hè năm 2018, Angèle đã biểu diễn tại nhiều lễ hội âm nhạc lớn của Bỉ như Rock Werchter, Couleur Café, Pukkelpop và Dour.

## Ý nghĩa nhan đề và nội dung
Trong ngôn ngữ khu vực Vlaanderen của Bỉ, "brol" là một từ lóng chỉ "sự lộn xộn", "bừa bộn" và "hỗn loạn". Angèle giải thích lý do cô lựa chọn từ này làm tựa đề cho album như sau: "Tôi muốn sử dụng một từ của Bỉ trong album của mình, nhất là khi từ đó làm tôi buồn cười. "Brol" là cái nhà thổ, là sự lộn xộn, nhưng nó mang sắc thái nhẹ nhàng và lạc quan, chứ không hề có nghĩa xấu một chút nào cả. Từ này gợi cho tôi nhớ về tuổi thơ và quốc gia của mình, vì bây giờ, tôi càng lúc càng không [sống ở Bỉ] nhiều nữa. Do đó, từ này giúp tôi cảm thấy được an ủi và yên tâm."
Brol được thu âm tại Paris, Pháp. Angèle là người đảm nhiệm việc soạn lời cho hầu hết các bài hát trong album. Phần lời của các ca khúc chịu ảnh hưởng từ phong cách sáng tác của Stromae: "đơn giản và mạnh mẽ, không có quá nhiều ẩn dụ". Các chủ đề được đề cập trong album bao gồm phân biệt giới tính, truyền thông xã hội, chủ nghĩa nữ quyền và sự ghen tỵ.

## Ảnh bìa
Bìa của Brol là một bức ảnh do cha của Angèle chụp lúc cô còn nhỏ. Trong ảnh, nữ ca sĩ đang cười và để lộ hàm răng bị rụng một chiếc răng sữa. Angèle cho biết cô chọn bức ảnh này làm bìa album vì nó thể hiện rằng cô đang trưởng thành. Trong bài phỏng vấn với Bruzz, nữ ca sĩ chia sẻ: "Tôi thích bức ảnh này. Nó trông thật hài hước. Tôi chả có cái răng cửa nào. Tôi vẫn nhớ rất rõ rằng ngày hôm đó, tôi cảm thấy rất tự hào. Lúc đó, tôi đang lớn. Ngày hôm nay, tôi cũng trải qua cảm giác y hệt như vậy khi phát hành album đầu tiên."

## Phát hành và quảng bá
Vào ngày 23 tháng 8 năm 2018, Angèle công bố danh sách 12 bài hát của album trên tài khoản Instagram cá nhân. Brol được phát hành vào ngày 5 tháng 10 năm 2018. Cũng trong cùng ngày, Angèle công bố video âm nhạc của bài hát "Tout oublier". Trong video, Angèle và anh trai Roméo mặc hai bộ đồ trượt tuyết khác nhau, sau đó cầm theo những dụng cụ trượt tuyết và đi bộ trên bãi biến của một khu nghỉ dưỡng ven biển.
Vào ngày 8 tháng 11 năm 2019, Angèle tái bản album với tên gọi mới là Brol, La Suite. Phiên bản phát hành lại có thêm 6 bài hát mới so với phiên bản chuẩn, cùng với một phiên bản khác của bài hát "Ta reine". So với ảnh bìa của bản chuẩn, ảnh bìa của Brol, La Suite chỉ đổi màu nền từ xanh dương nhạt sang đỏ, còn các chi tiết khác được giữ nguyên.

## Đánh giá chuyên môn
| Đánh giá chuyên môn    | Đánh giá chuyên môn |
| Nguồn đánh giá         | Nguồn đánh giá      |
| Nguồn                  | Đánh giá            |
| ---------------------- | ------------------- |
| Charts in France       | [ 16 ]              |
| L'Echo                 | [ 17 ]              |
| Le Journal du Dimanche | [ 18 ]              |

Brol nhận được hầu hết những phản hồi tích cực từ các nhà phê bình âm nhạc. Ludovic Perrin của Le Journal du Dimanche khen ngợi các bài hát của album đều "xuất sắc" và được cải biên một cách hoàn hảo. Ông cũng để ý thấy rằng: "nữ ca sĩ trẻ đã soi sáng những ám ảnh của thời đại ngày nay bằng phong cách nhã nhặn của một thế kỷ khác." Emmanuel Marolle của Le Parisien cũng dành lời khen cho album và nhận xét: "Năm muơi năm nữa, khi người ta tự hỏi rằng những người trẻ đã sống như thế nào vào năm 2018, thì họ chỉ cần nghe đĩa nhạc này là đủ. [Đây là] một bản nhạc nền của thế hệ. Khi nghe nó, người ta có thể nhận ra vấn đề về Instagram (trong "Victime des réseaux"), về một cô gái yêu những cô gái khác (trong "Ta reine"), về một cô gái yêu những chàng trai (trong "Jalousie"), về sự phân biệt giới tính (trong "Balance ton quoi"), về một ngày đầy rắc rối (trong "La Loi de Murphy"), về sự cô đơn (trong "Les Matins")". Maxime Delcourt của tạp chí Les Inrockuptibles lại chú ý đến những nỗi ám ảnh của nữ ca sĩ trong album: "sự xa cách những người trong gia đình, mối quan hệ với mạng xã hội, tìm kiếm sự tin cậy và những câu chuyện tình yêu". Ông cũng nhận xét chất giọng của Angèle "bộc lộ sự dễ bị tổn thương".
Trang Pretty Much Amazing xếp Brol ở vị trí cuối cùng trong danh sách 25 "Album của năm" 2018. Tại lễ trao giải Victoires de la Musique năm 2019, Brol giành chiến thắng ở hạng mục Album của nghệ sĩ mới xuất sắc nhất.

## Danh sách bài hát
Thông tin lấy từ ghi chú trên booklet của album. Tất cả bài hát được sản xuất bởi Tristan Salvati và Angèle Van Laeken.
Tất cả lời bài hát được viết bởi Angèle Van Laeken, trừ các bài được ghi chú; tất cả nhạc phẩm được soạn bởi Angèle Van Laeken, trừ các bài được ghi chú.
| Brol – Phiên bản chuẩn | Brol – Phiên bản chuẩn                   | Brol – Phiên bản chuẩn                       | Brol – Phiên bản chuẩn                       | Brol – Phiên bản chuẩn |
| STT                    | Nhan đề                                  | Phổ lời                                      | Phổ nhạc                                     | Thời lượng             |
| ---------------------- | ---------------------------------------- | -------------------------------------------- | -------------------------------------------- | ---------------------- |
| 1.                     | "La Thune"                               |                                              |                                              | 3:21                   |
| 2.                     | "Balance ton quoi"                       |                                              |                                              | 3:09                   |
| 3.                     | "Jalousie"                               |                                              |                                              | 3:45                   |
| 4.                     | "Tout oublier" (hợp tác với Roméo Elvis) | Angèle Van Laeken Roméo Van Laeken           | Angèle Van Laeken Tristan Salvati            | 3:22                   |
| 5.                     | "La Loi de Murphy"                       | Angèle Van Laeken Matthew Irons Veence Hanao | Angèle Van Laeken Matthew Irons Veence Hanao | 3:15                   |
| 6.                     | "Nombreux"                               |                                              |                                              | 3:12                   |
| 7.                     | "Victime des réseaux"                    |                                              | Angèle Van Laeken Salvati                    | 3:22                   |
| 8.                     | "Les Matins"                             |                                              |                                              | 2:55                   |
| 9.                     | "Je veux tes yeux"                       |                                              | Angèle Van Laeken Hanao                      | 3:25                   |
| 10.                    | "Ta reine"                               |                                              |                                              | 3:33                   |
| 11.                    | "Flemme"                                 |                                              | Angèle Van Laeken Salvati                    | 4:16                   |
| 12.                    | "Flou"                                   |                                              | Angèle Van Laeken Salvati                    | 3:16                   |
| Tổng thời lượng:       | Tổng thời lượng:                         | Tổng thời lượng:                             | Tổng thời lượng:                             | 41:01                  |

| Brol, La Suite – Bài hát thêm cho phiên bản phát hành lại | Brol, La Suite – Bài hát thêm cho phiên bản phát hành lại | Brol, La Suite – Bài hát thêm cho phiên bản phát hành lại | Brol, La Suite – Bài hát thêm cho phiên bản phát hành lại | Brol, La Suite – Bài hát thêm cho phiên bản phát hành lại |
| STT                                                       | Nhan đề                                                   | Phổ lời                                                   | Phổ nhạc                                                  | Thời lượng                                                |
| --------------------------------------------------------- | --------------------------------------------------------- | --------------------------------------------------------- | --------------------------------------------------------- | --------------------------------------------------------- |
| 13.                                                       | "Perdus"                                                  |                                                           |                                                           | 3:03                                                      |
| 14.                                                       | "Oui ou Non"                                              |                                                           |                                                           | 3:16                                                      |
| 15.                                                       | "Insomnies"                                               | Angèle Van Laeken Hanao                                   | Angèle Van Laeken Irons                                   | 3:32                                                      |
| 16.                                                       | "Tu me regardes"                                          |                                                           | Angèle Van Laeken Salvati                                 | 3:12                                                      |
| 17.                                                       | "J'entends"                                               |                                                           |                                                           | 3:37                                                      |
| 18.                                                       | "Que du Love" (hợp tác với Kiddy Smile)                   |                                                           |                                                           | 2:33                                                      |
| 19.                                                       | "Ta reine" (phiên bản với dàn nhạc)                       |                                                           |                                                           | 4:31                                                      |
| Tổng thời lượng:                                          | Tổng thời lượng:                                          | Tổng thời lượng:                                          | Tổng thời lượng:                                          | 64:45                                                     |

## Những người thực hiện
Thông tin lấy từ ghi chú trên booklet của album.
| Âm nhạc - Angèle Van Laeken – hát, bàn phím - Tristan Salvati – guitar (bài 1–4, 6–12), bass (bài 1–4, 6–12), bàn phím - Veence Hanao – bàn phím (bài 5, 9) - Matthew Irons – bàn phím (bài 5) | Kỹ thuật - Angèle – sản xuất, lập trình - Tristan Salvati – phối khí (bài 6, 8, 11), sản xuất, lập trình, thu âm - Veence Hanao – lập trình (bài 5, 9) - Hugo Martinez – phối khí (bài 1–4, 7, 10, 12) - Nk.F – phối khí (bài 5, 9), master (bài 9) - Adrien Pallot – master (bài 2–4, 6–8, 10–12) - Alex Gopher – master (bài 1) - Matthew Irons – thu âm (bài 5), lập trình (bài 5) - Charlotte Abramow – nhiếp ảnh - Serge Van Laeken – ảnh bìa - Boldatwork – thiết kế |

## Xếp hạng và chứng nhận
| Bảng xếp hạng (2018–2020)           | Vị trí cao nhất |
| ----------------------------------- | --------------- |
| Album Bỉ (Ultratop Vlaanderen)      | 1               |
| Album Bỉ (Ultratop Wallonie)        | 1               |
| Pháp (SNEP)                         | 1               |
| Album Thụy Sĩ (Schweizer Hitparade) | 8               |

| Bảng xếp hạng (2018)          | Vị trí |
| ----------------------------- | ------ |
| Bỉ (Ultratop Flanders)        | 23     |
| Bỉ (Ultratop Wallonia)        | 3      |
| Bảng xếp hạng (2019)          | Vị trí |
| Bỉ (Ultratop Flanders)        | 4      |
| Bỉ (Ultratop Wallonia)        | 1      |
| Pháp (SNEP)                   | 1      |
| Thụy Sĩ (Schweizer Hitparade) | 15     |

| Quốc gia                                 | Chứng nhận  | Số đơn vị/doanh số chứng nhận |
| ---------------------------------------- | ----------- | ----------------------------- |
| Bỉ (BEA)                                 | 4× Bạch kim | 80.000‡                       |
| Pháp (SNEP)                              | Kim cương   | 751.036                       |
| * Chứng nhận dựa theo doanh số tiêu thụ. |             |                               |